# Gänseleberpastete

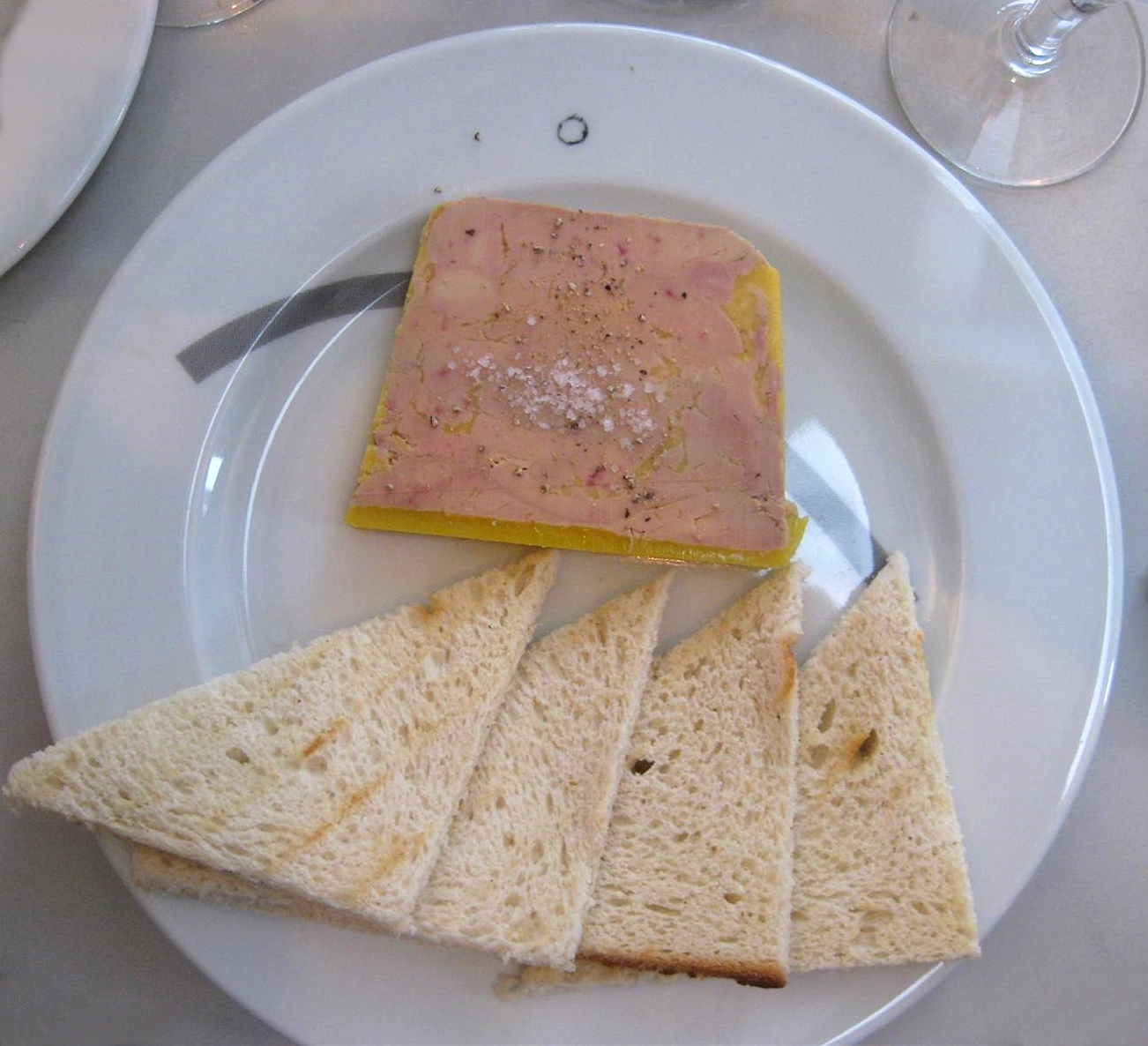
Gänseleberpastete

Gänseleberpastete (Französisch: pâté de foie gras) ist eine aus Gänsestopfleber und häufig Trüffeln zubereitete Pastete.

## Geschichte
Schon die alten Ägypter betrieben das Mästen von Gänsen. Den Wert fetter Gänselebern wussten schon die alten Römer zu schätzen. Horaz spricht in seinen Satiren von der mit saftigen Feigen gemästeten Leber der weißen Gans. Die eigentliche Gänseleberpastete ist aber eine Erfindung des Maître Jean-Pierre Clause, Mundkoch des Marschall von Contades, der 1762 als Militärgouverneur der Provinz Elsass nach Straßburg kam. Als der Marschall während der Revolution nach Paris zurückberufen wurde, blieb Clause in Straßburg und etablierte sich als Pastetenbäcker. 1873 gab es in Straßburg 23 Pastetenbäcker, deren jährlicher Umsatz auf umgerechnet ca. eine Million Euro geschätzt wird.

## Konservierung
Die Gänseleberpastete kommt in Porzellangefäßen (Terrinen) oder in einer gebackenen Form aus Brotteig (Croûte), die oft nicht mitgegessen wird, in den Handel. Letztere Form ist geschätzter, weil sie ein untrügliches Zeichen der Frische bietet, denn eine solche Pastete würde bei längerer Aufbewahrung verderben. Hermetisch verschlossen oder als Konserve hält sich die Pastete länger, verliert jedoch wesentlich an Güte.

## Heutige Produktion
Viele Betriebe im Elsass beschäftigen sich mit der Zubereitung dieser Delikatesse und der Mast der dazu bestimmten Gänse, beispielsweise in Colmar und Straßburg; außerhalb des Elsass sind das Périgord und die Gascogne für ihre Gänseleberpasteten bekannt. Das zum Erzeugen fetter Gänselebern übliche Mastverfahren mit verschiedenen Getreidesorten (Mais, Weizen, Hafer etc.), das in einigen europäischen Ländern wie Deutschland von Teilen der Gesellschaft und vom Gesetzgeber als Tierquälerei angesehen wird und deshalb verboten ist, nennt man Stopfen oder Nudeln.

## Sonstiges
- Isaac Asimov hat 1956 eine Kurzgeschichte mit dem Namen Gänseleberpastete (pâté de foie gras) veröffentlicht.